# Joseph-Alexandre Gilbert
Joseph-Alexandre Gilbert, né le 8 septembre 1867 et mort le 5 janvier 1950 à Québec, est un violoniste et pédagogue québécois. Il est l'un des professeurs de violons les plus importants de son époque au Québec et a participé à la fondation de l'Orchestre symphonique de Québec ainsi qu'à celle de la faculté de musique de l'Université Laval.

## Biographie

### Études
Après quelques années d’études en sciences humaines au Collège de Lévis, on lui fait remarquer qu’il devrait approfondir ses talents pour le violon et songer à faire carrière dans ce domaine. En 1888, Joseph-Alexandre Gilbert part donc suivre durant sept années des cours de musique à Liège, en Belgique. Il est supervisé là-bas par le maître de renommée César Thompson. Il y décroche par ailleurs le premier prix de violon du Conservatoire de Liège. Il revient ensuite à Québec, sa ville natale, en 1894.

### Parcours d'enseignement
Dès son retour au Québec, Joseph-Alexandre Gilbert commence une carrière de professeur dans la plupart des collèges classiques de la région de Québec. Il enseigne notamment à l’Académie commerciale de Québec, au Collège de Lévis, au Séminaire de Québec et au Couvent Jésus-Marie de Sillery. De plus, dès sa fondation, il intègre le corps professoral de l’École de musique de l’Université Laval en 1922. L’université lui confère alors un doctorat honorifique en musique. Il est l’un des quatre premiers à recevoir cette distinction. Il assure également la direction de l’École de musique en 1925. De par sa formation rigoureuse, il propage auprès de ses élèves les enseignements sévères et sérieux du système classique européen, se battant ainsi contre l’image du « violoneux ». Il est le premier professeur de la génération suivante de grands violonistes, comme Robert-J. Talbot et Edwin Bélanger.

### Activités musicales
Joseph-Alexandre Gilbert est également l’un des premiers membres de la Société symphonique de Québec (Orchestre symphonique de Québec). Au cours de sa carrière, il assure plusieurs rôles de prestiges au sein de cette formation. Il devient président de la Société symphonique de Québec en 1903, puis les rôles de violon solo et de premier violon de 1903 à 1934.
En parallèle de ses activités auprès de la Société symphonique de Québec et de l’École de musique de l’Université Laval, Joseph-Alexandre Gilbert fonde en 1910 le Quatuor à Cordes Gilbert. Cette formation comporte, en plus de Gilbert, Wilfrid Edge au violon, Albert Gauvin à l’alto et Hermann Courchesne au violoncelle.

### Distinctions et Hommages
Il préside par deux fois l’Académie de musique de Québec, d’abord entre 1918 et 1920, puis entre 1941 et 1944. Joseph-Alexandre Gilbert y est ensuite, en 1948, nommé membre honoraire. Il s’éteint près de deux ans plus tard, en janvier 1950, à l’âge de 82 ans. 
Une plaque "Ici vécut de la ville de Québec est présente au 2 rue Lockwell, en son honneur, pour indiquer son ancien lieu de résidence.